# 사카에촌 (나가노현 사라시나군)
사카에촌(栄村)은 일본 나가노현 사라시나군에 설치되었던 촌이다. 현재의 나가노시의 일부에 해당한다.